# Красносільська волость (Гайсинський повіт)
М'якохідська волость, згодом Красносільська волость — історична адміністративно-територіальна одиниця Гайсинського повіту Подільської губернії з центром у селі М'якохід.
Станом на 1885 рік складалася з 13 поселень, 11 сільських громад. Населення — 11199 осіб (5547 чоловічої статі та 5652 — жіночої), 2285 дворових господарства.
|                     | Площа, десятин | У тому числі орної, дес. |
| ------------------- | -------------- | ------------------------ |
| Сільських громад    | 12252          | 9404                     |
| Приватної власності | 11123          | 7582                     |
| Іншої власності     | 755            | 487                      |
| Загалом             | 24130          | 17473                    |

Основні поселення волості:
- М'якохід — колишнє власницьке село при річці Удич за 32 версти від повітового міста, 655 осіб, 145 дворових господарств, православна церква, школа, постоялий будинок.
- Велика Мочулка — колишнє власницьке село, 2057 осіб, 476 дворових господарства, православна церква, школа, 2 постоялих будинки, водяний і вітряний млини.
- Завадівка — колишнє власницьке село при річці Буг, 874 особи, 186 дворових господарства, православна церква, постоялий будинок, 2 водяних млини.
- Красносілка — колишнє власницьке село при річці Буг, 700 осіб, 166 дворових господарства, православна церква, 2 постоялих будинки, лавка, цегельний й бурякоцукровий заводи, базари по неділях через 2 тижні.
- Лозовата — колишнє власницьке село при річці Удич, 392 особи, 81 дворове господарство, православна церква, школа, постоялий будинок, водяний млин.
- Мала Мочулка — колишнє власницьке село, 1067 осіб, 221 дворове господарство, православна церква, постоялий будинок.
- Мишарівка — колишнє власницьке село, 739 осіб, 161 дворове господарство, православна церква, постоялий будинок, водяний і вітряний млини.
- Орлівка — колишнє власницьке село, 1223 осіб, 302 дворових господарства, православна церква, школа, постоялий будинок, водяний млин.
- Раківка — колишнє власницьке село при річці Удич, 368 осіб, 81 дворове господарство, православна церква, постоялий будинок, 2 водяних млини.
- Хмарівка — колишнє власницьке село при річці Удич, 593 особи, 134 дворових господарства, православна церква, постоялий будинок, водяний млин.
- Чорна Гребля — колишнє власницьке село при річці Удич, 553 осіб, 124 дворових господарства, православна церква, постоялий будинок, водяний млин.
- Чернятка — колишнє власницьке село, 1011 осіб, 207 дворових господарств, православна церква, школа, постоялий будинок, 3 водяних млини.

Приблизно у 1913 волосне правління було перенесено до Красносілки і волость стала називатися Красносільська.